# 张国宝
张国宝（1944年11月19日—2019年10月4日），浙江人，中国政治人物。西安交通大学机械工程系工学硕士，高级工程师。1966年4月加入中国共产党。现任第十一届全国政协常委、经济委员会委员，国家发展和改革委员会副主任、党组成员，兼任国务院振兴东北地区等老工业基地领导小组办公室主任（正部级），国家国防动员委员会委员，武警黄金部队第一政委等职。生前担任国家能源委员会专家咨询委员会主任、中国产业海外发展和规划协会会长。张国宝也是中国“黄金周”制度的提议者。

## 生平
大学毕业后，张国宝被分配到“陕西汽车齿轮厂”工作；历任车间技术员、工程师、高级工程师；后调入中央国家机关，先后在机械工业部、国务院外国专家局、国家计划委员会、“国家机电轻纺投资公司”任职；还曾在1982年至1983年间，帮助教育部外事局筹建专家聘请处。1987年，被派赴日本进修一年，研究国际金融贸易，通晓日语、英语、俄语。
自1991年起，张国宝历任国家计划委员会投资司工业处处长、投资司副司长、国家计委副秘书长、副主任等职；2003年4月，出任国家发展和改革委员会副主任；2004年3月起，还兼任国务院振兴东北地区等老工业基地领导小组办公室主任（正部级）；2008年3月至2011年1月，曾兼任首任国家能源局局长。

## 评价
有媒体评论，在张国宝执掌国家能源局的两年时间里，主要政绩有：
- 基本解决中国供电紧张的问题[3]；
- 风力发电在中国发展迅速；
- 推行煤炭行业的结构调整和资源整合，倡导规模化经营[4]。

而最大的“败笔”，就是电力改革停滞不前，甚至有所倒退。国务院早在2002年就提出了“国家电网公司应剥离所有非电网资产”的改革方针；然而，2010年国家电网通过对电气制造龙头企业的并购，反而进一步扩大了自己的业务。

## 著作
- 文集《指尖集》，2013年出版，ISBN 978-7-5024-6225-3。
- 《神州穿越》，冶金工业出版社，2018年出版。
- 回忆录《筚路蓝缕——世纪工程决策建设记述》，人民出版社，2018年出版。[6]